# Medaglia Otto Hahn per la Pace
La medaglia d'oro Otto Hahn per la Pace è intitolata al chimico nucleare tedesco e premio Nobel Otto Hahn, cittadino onorario di Berlino, in memoria del suo impegno politico e umanitario per la pace a livello mondiale, particolarmente dopo il lancio delle bombe atomiche americane su Hiroshima e Nagasaki, nell'agosto 1945.
È stata istituita da suo nipote Dietrich Hahn nel 1988 e viene conferita dalla "Società tedesca per le Nazioni Unite" (Deutsche Gesellschaft für die Vereinten Nationen, DGVN) a personalità o istituzioni che hanno conseguito "meriti eccezionali in favore della pace e della comprensione fra i popoli". La medaglia d'oro (accompagnata da un diploma con legatura in pelle e intarsio in oro), viene consegnata ogni due anni dal sindaco di Berlino e dal(la) presidente della DGVN, regione Berlino-Brandeburgo, nel corso di una tradizionale cerimonia, che ha luogo a Berlino il 17 dicembre.
Il 17 dicembre 1938 Otto Hahn e il suo assistente Fritz Strassmann scoprirono, a Berlino-Dahlem, la fissione nucleare dell'uranio e ne dimostrarono il processo radiochimico; si trattava delle basi scientifiche e tecnologiche per l'uso dell'energia nucleare. Il 17 dicembre 1938 segna, quindi, l'inizio dell'era atomica, che ha profondamente cambiato il mondo dal punto di vista scientifico, politico, economico, sociale e filosofico.

## I premiati

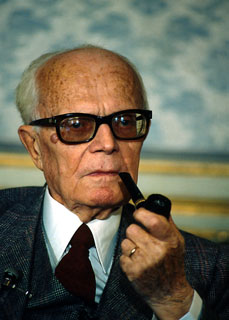
Sandro Pertini

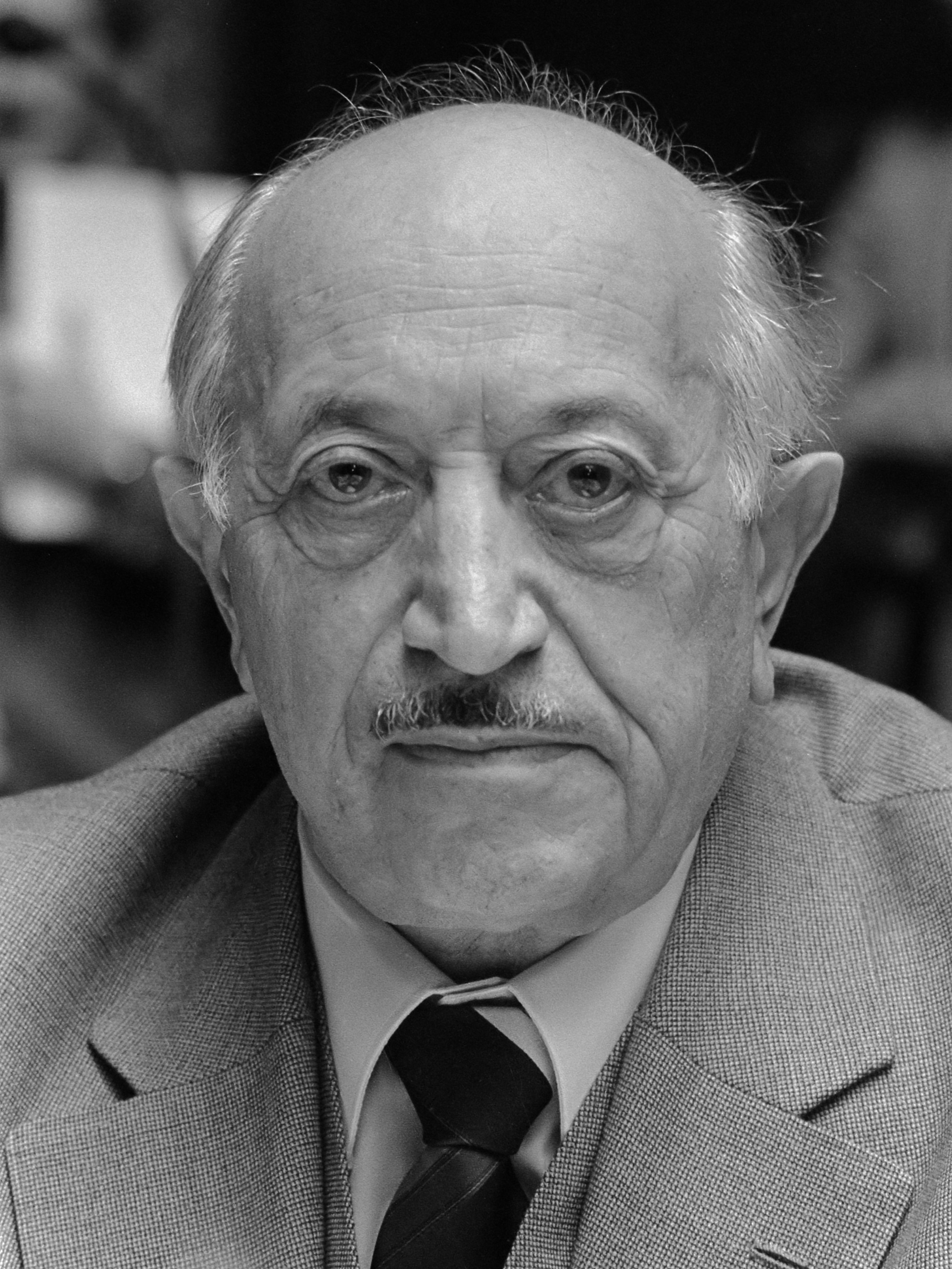
Simon Wiesenthal

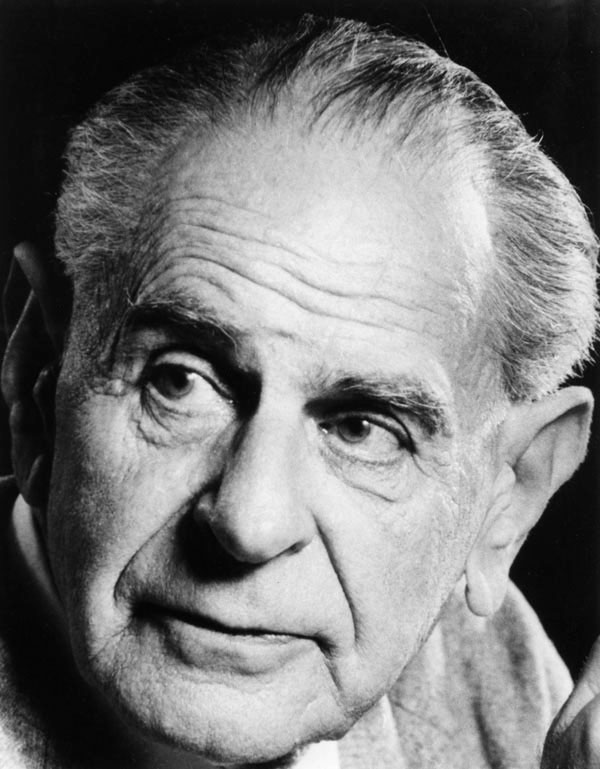
Sir Karl Popper

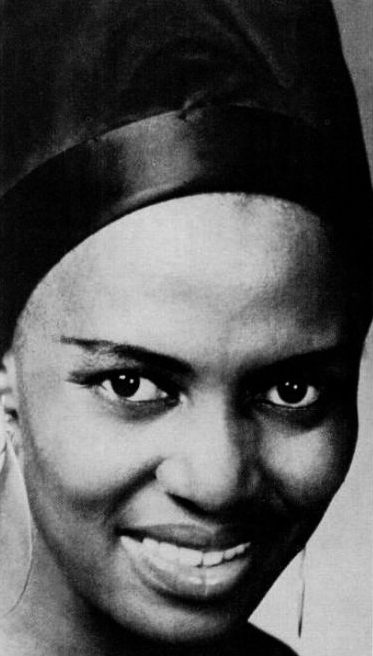
Miriam Makeba

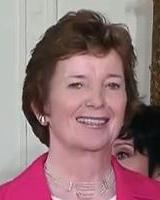
Mary Robinson

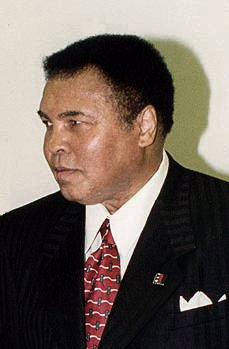
Muhammad Ali

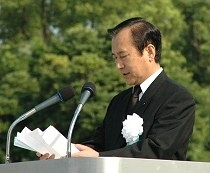
Tadatoshi Akiba

- 1988 Sandro Pertini - Politico italiano, ex presidente della Repubblica Italiana, Roma; "per meriti eccezionali in favore della pace e della comprensione fra i popoli, in particolare per la sua morale politica e la praticata umanità".
- 1989 Michail Gorbačëv - Politico russo, presidente dell'Unione delle Repubbliche Socialiste Sovietiche, Mosca; "per meriti eccezionali in favore della pace e della comprensione fra i popoli, in particolare per il disarmo atomico delle grandi potenze e il fondamentale nuovo ordine politico in Europa".
- 1991 Simon Wiesenthal - Pubblicista austriaco e fondatore del Centro di documentazione ebraica, Vienna; "per meriti eccezionali in favore della pace e della comprensione fra i popoli, in particolare per la sua opera esemplare in favore del diritto e della giustizia, della dignità e della tolleranza e della riconciliazione".
- 1993 Sir Karl Raimund Popper - Filosofo e teorico della scienza britannico, Kenley (Londra); "per meriti eccezionali in favore della pace e della comprensione fra i popoli, in particolare per la sua filosofia sociale, che ha fornito le basi teoretiche per una evoluzione umana delle società democratiche".
- 1995 Hans Koschnick - Politico tedesco (SPD) e Amministratore dell'Unione europea a Mostar; Brema; "per meriti eccezionali in favore della pace e della comprensione fra i popoli, in particolare per il suo impegno umanitario in Bosnia-Erzegovina, che dimostra, in modo esemplare, come possa essere percepita la responsabilità personale per la realizzazione di un incarico di pace delle Nazioni Unite".
- 1997 Lord Yehudi Menuhin - Violinista e direttore d'orchestra britannico; Londra; "per meriti eccezionali in favore della pace e della comprensione fra i popoli, in particolare per il suo deciso ed esemplare convincimento che la musica è, in ogni caso, una forza produttrice di pace e di comprensione fra i popoli".
- 1999 Gerd Ruge - Giornalista e documentarista TV tedesco; Monaco di Baviera; "per meriti eccezionali in favore della pace e della comprensione fra i popoli, in particolare per il suo impegno per la promozione di un'informazione obiettiva e per la diffusione, con il suo lavoro esemplare, di migliori relazioni con la Cina, l'Unione Sovietica e la Russia".
- 2001 Miriam Makeba - Cantante sudafricana, compositrice e sostenitrice dei diritti umani; Johannesburg; "per meriti eccezionali in favore della pace e della comprensione fra i popoli, in particolare per il suo impegno di decenni contro il razzismo e la segregazione razziale in Sud Africa, che ne fece un modello per i diritti umani, la dignità umana e la tolleranza".
- 2003 Mary Robinson - Politico irlandese, Ex Presidente della Repubblica d'Irlanda e Alto Commissario delle Nazioni Unite per i diritti umani; Dublino; "per meriti eccezionali in favore della pace e della comprensione fra i popoli, in particolare per una Presidenza improntata ad alti ideali umanitari e per il suo incessante e coraggioso impegno per l'affermazione e la difesa dei diritti umani nel mondo".
- 2005 Muhammad Ali - Pugile statunitense, sostenitore dei diritti dei cittadini e messaggero della pace delle Nazioni Unite; Berrien Springs; "per meriti eccezionali in favore della pace e della comprensione fra i popoli, in particolare per il suo instancabile impegno per il movimento americano per i diritti civili e l'emancipazione culturale e spirituale dei neri di tutto il mondo".
- 2008 Hans Küng - Teologo svizzero, fondatore e Presidente della Fondazione 'Weltethos'; Tübingen; "per meriti eccezionali in favore della pace e della comprensione fra i popoli, in particolare per la sua attività esemplare per l'umanità, la tolleranza e il dialogo tra le grandi religioni del mondo, soprattutto nell'ambito del progetto per un'etica mondiale, da lui fondato".
- 2010 Daniel Barenboim - Pianista e direttore d'orchestra argentino-israeliano e messaggero della pace delle Nazioni Unite, Berlino; "per meriti eccezionali in favore della pace e della comprensione fra i popoli, in particolare per il suo impegno esemplare per il dialogo nel Vicino Oriente e l'avvicinamento tra Israele e Palestina".
- 2012 Tadatoshi Akiba - Professore di matematica e politico giapponese, per molti anni sindaco della città di Hiroshima e cofondatore dell'organizzazione internazionale Mayors for Peace (Sindaci per la Pace); Hiroshima; "per meriti eccezionali in favore della pace e della comprensione fra i popoli, in particolare per il suo impegno esemplare per il disarmo nucleare mondiale e la conseguente politica della distensione e della riconciliazione".
- 2014 Manfred Nowak - Professore austriaco di diritto, sostenitore dei diritti umani e già relatore delle Nazioni Unite in materia di tortura, Vienna; "per meriti eccezionali in favore della pace e della comprensione fra i popoli, in particolare per il suo contributo per l'implementazione dei diritti di ogni singola persona e per la coraggiosa divulgazione di atti di crudeltà".
- 2016 Melinda Gates - Imprenditrice statunitense, filantropa e co-fondatrice della Fondazione Bill & Melinda Gates, Seattle, "per meriti eccezionali in favore della pace e della comprensione fra i popoli, in particolare per le sue ammirabili iniziative filantropiche, che appianano la strada a milioni di persone in ogni continente verso una forma umana di vita".
- 2018 John F. Kerry - Politico statunitense, ex-Segretario di Stato USA, Boston, "per meriti eccezionali in favore della pace e della comprensione fra i popoli, in particolare per i suoi straordinari contributi in diplomazia".

## Le opinioni di alcuni premiati
(Dr.h.c. Simon Wiesenthal, Vienna, 1991)
(Prof. Dr. Sir Karl Popper, Kenley, 1993)
(Dr.h.c. Hans Koschnick, Brema, 1995)
(Prof.Dr.h.c. Lord Yehudi Menuhin, Londra, 1997)
(D.ssa Lonnie Ali, Berrien Springs, 2005)